# 7259 Gaithersburg
7259 Gaithersburg è un asteroide della fascia principale. Scoperto nel 1994, presenta un'orbita caratterizzata da un semiasse maggiore pari a 2,6483007 UA e da un'eccentricità di 0,1136800, inclinata di 13,71903° rispetto all'eclittica.